# بخش اسکاشهامن
اسکاشهامن (به سوئدی: Oskarshamns kommun) یک ناحیه شهرداری در سوئد است که در شهرستان کالمار واقع شده‌است.